# Derkéta
Derkéta je americká doom/death metalová kapela z Pittsburghu v Pensylvánii založená koncem roku 1988 zpěvačkou a kytaristkou Sharon Bascovsky a bubenicí Terri Heggen. Sestavu doplnila v roce 1991 baskytaristka Mary Bielich. Čistě ženská formace ale nevydržela dlouho, neboť zakrátko skupinu opustily Terri i Mary. Sharon pokračovala dále a s výpomocí přátel jako byl Jim "Sadist" Konya z Nunslaughter se jí dařilo udržet nějakou dobu Derkétu při životě.
V roce 2006 se Derkéta obnovila v původní sestavě: Terri Hegen (bicí), Sharon Bascovsky (kytara, zpěv), Mary Bielich (druhá kytara) a Robin Mazen (baskytara). Debutové studiové album In Death We Meet vyšlo vlastním nákladem v roce 2012. 

## Diskografie
Demo nahrávky
- Official Rehearsal 9/5/89 (1989)
- The Unholy Ground (1990)

Studiová alba
- In Death We Meet (2012)

Kompilační alba
- Goddess of Death (2003)

Singly
- Premature Burial / Eternal Misery (1990)
- Darkness Fades Life (2014)

Split nahrávky
- Nunslaughter / Derkéta (1999)
- Witchburner / Gravewürm / Sadomaniac / Derkéta  (2003)
- Derkéta / Mythic (2007)

Various Artists kompilace
- The Screams of Death Shriek Vol. I (2012)